# Скрізь плач, і стогін, і ридання…
«Скрізь плач, і стогін, і ридання…» — вірш Лесі Українки. Датується 1890 роком.
Вперше надруковано у збірці «На крилах пісень», 1893, С. 38. До київського видання збірки «На крилах пісень» 1904 року. Леся Українка поезію не включила.
Автографи — ІЛІШ, ф. 2, № 11, стор. 25, та ІЛІШ, ф. 2, № 747, С. 45.